# Gianluca Arrighi
Gianluca Arrighi (Róma, 1972. október 3. –) olasz író, büntetőjogi ügyvéd.

## Életpályája
Arrighi bűnügyi jogot végzett néhány tudományos publikáció után végül is a Crimina romana regényével tört be a közismeretbe 2009-ben. A könyv alapjául szolgált néhány Romai tartománybeli tankönyvnek és Nicola Zingaretti is felhasználta a fiatalkori bűnözés megelőzésében folytatott harcában. Számos előadást tartott jogi egyetemeken Arrighi vel karöltve és időről időre személyesen találkoztak diákokkal és különböző bűn és bűnözéssel kapcsolatos kérdéseket fejtettek meg közösen.
2010 és 2011 között Arrighi számos olasz magazinnak írt bünügyi történeteket.
2012 februárjában Arrighi kiadta a második regényét a Vincolo di sangue amely feldolgozza Rosalia Quartararo törvényszéki tárgyalását, ami egy 1993 nyarán elkövetett gyermekgyilkosságon alapszik.
2012-ben a Mediaset, a legnagyobb médiatársaság az országban, kikiáltotta Gianluca Arrighi minden idők legjobb bűnügyi írójának.
2014 márciusában a harmadik regénye L’inganno della memoria megjelent, amiben egy irodalmi szereplőt Elia Preziosi jelenít meg, aki egy titokzatos, zárkózott ügyész Romában.
A L’inganno della memoria a legjobban eladott bűnügyi regény 2014-ben.
Egy évvel a L’inganno della memoria megjelenése után pontosan 2015 márciusában egy addig ismeretlen személy zaklatja és megfélemlíti, akit később a hatóságok beazonosítanak és elítélik Rómában. A zaklató beismerte azért tette ezt Arrighi-vel mert irigy volt a sikereire.
Arrighi sztorijai és regényei nagytöbbségben Rómában játszódnak és úgy tartják, hogy Ő az izgalomkeltés mestere.

## Művei

### Detektívregény
- Crimina romana, Roma, Gaffi, 2009 ISBN 978-88-6165-049-7
- Vincolo di sangue, Milano, Baldini Castoldi Dalai Editore, 2012 ISBN 978-88-6620-367-4
- L'inganno della memoria, Milano, Anordest, 2014 ISBN 978-88-98651-18-4
- Il confine dell'ombra, Napoli, CentoAutori, ISBN 978-88-68721-16-9
- Oltre ogni verità, Napoli, CentoAutori, ISBN 9788868721527

### Novellák
- La malga, 2010
- Lo scassinatore, 2010
- Il vestito rosso, 2010
- Una morte e una calibro 38. La morte arriva in autunno, 2010
- Correvo disperata per sfuggire alla madre di tutte le paure, 2010
- Roxanne, 2011
- La vicina di casa, 2011
- Il desiderio di Letizia, 2011
- Un brusco risveglio, 2011
- La linea di confine, 2011